# Pandemia de COVID-19 en Santa Catarina
Los primeros casos de la pandemia de enfermedad por coronavirus en Santa Catarina, estado de Brasil, iniciaron el 12 de marzo de 2020. Hay 70.138 casos confirmados y 924 muertes.

## Cronología

### Marzo
El 12 de marzo, se confirman los primeros 2 casos en Florianópolis, uno proveniente de Nueva York y el otro de los Países Bajos.
El 13 de marzo, se confirmó el tercer caso, en la ciudad de Joinville, con el paciente teneciendo antecedentes de viajes recientes a África y Europa.
El 14 de marzo, se confirmaron dos casos más, esta vez en Rancho Queimado, en Gran Florianópolis.
El 19 de marzo, el número de casos confirmados aumentó a 21, y el gobierno anunció nuevas restricciones.
El 24 de marzo, el estado llegó a 109 casos confirmados, 20 de los cuales en la capital, Florianópolis, y otros 10 en Itajaí.
El 26 de marzo, se confirmó la primera muerte en la ciudad de São José, Gran Florianópolis, el paciente tenía 86 años.

## Registro
Lista de municipios de Santa Catarina con casos confirmados:
| Posição | Municipio          | N.º casos | N.º mortes |
| ------- | ------------------ | --------- | ---------- |
| 1       | Florianópolis      | 414       | 5          |
| 2       | Blumenau           | 212       | 0          |
| 3       | Joinville          | 188       | 4          |
| 4       | Criciúma           | 130       | 4          |
| 5       | Braço do Norte     | 96        | 2          |
| 6       | Balneário Camburiú | 99        | 2          |
| 7       | Itajaí             | 90        | 3          |
| 8       | Camburiú           | 70        | 3          |
| 9       | Concórdia          | 75        | 1          |
| 10      | São José           | 54        | 1          |
| 11      | Tubarão            | 52        | 3          |
| 12      | Brusque            | 65        | 0          |
| 13      | Chapecó            | 55        | 0          |
| 14      | Navegantes         | 47        | 0          |
| 15      | Palhoça            | 32        | 1          |